# Jönköpings Rådhus Aktiebolag
Jönköpings Rådhus Aktiebolag är ett svenskt förvaltningsbolag som agerar moderbolag för de verksamheter som Jönköpings kommun har valt att driva i aktiebolagsform. Bolaget ägs helt av kommunen.

## Bolag
Källa: 
- Bostads Aktiebolaget Vätterhem
- Destination Jönköping AB
- Elmia Aktiebolag
- Högskolefastigheter i Jönköping Aktiebolag (85,7%)
- June Avfall och Miljö AB
- Junehem AB
- Jönköping Airport AB
- Jönköping Energi Aktiebolag
- Jönköpings kommuns Fastighetsutveckling AB
- Södra Munksjön Utvecklings AB